# Haberma
Haberma is een geslacht van kreeftachtigen uit de klasse van de Malacostraca (hogere kreeftachtigen).

## Soorten
- Haberma kamora Rahayu & Ng, 2005
- Haberma nanum Ng & Schubart, 2002